# Den Boeck
Pour les articles homonymes, voir Boeck.
Den Boeck, aussi de Tyteloosenest une chambre de rhétorique de Bruxelles (en néerlandais : de rethorijcke van den Bouke te Bruessele) qui s’est constituée en 1401.  Sa devise est « om beetere wille ».   

## Historique

### Débuts
D’après une chronique du XVIe siècle de l’abbaye du Rouge-Cloître d’Auderghem, cette chambre de rhétorique s’est constituée en l’an 1401, alors que le Brabant est gouverné par la duchesse Jeanne.  La date est confirmée dans un acte du 13 septembre 1543 du magistrat de Bruxelles.  Il s’agirait d’une des plus anciennes chambres de rhétorique fonctionnant en (moyen) néerlandais. 
Sa fondation daterait de peu après celle d’une association semblable : la Cour amoureuse à Paris, érigée le 6 janvier 1401.  Coigneau  pense que la chambre bruxelloise Den Boeck serait le « complément »  de cette société parisienne. Les deux auraient été initialement des institutions prestigieuses et élitaires : paraître sur la liste de membres affirmerait alors la valeur symbolique de l’appartenance à une société prestigieuse.  Coigneau rappelle que le mot moyen néerlandais « boeck » a été employé comme nom de cette société pour cause de ses connotations : à la fois il désigne un livre d’un type particulier, le registre, et renvoie au Livre de Vie dans lequel sont inscrits les noms des élus de Dieu. 
Le milieu social dont sont issus les membres de Den Boeck se situe proche de la cour.  Ainsi, en février 1417, la société participe à un bal avec banquet à la cour de Brabant.  Pour la première fois, les « compagnons du livre » - gesellen van den Bouke - sont mentionnés dans les comptes de la cour de Brabant à l’occasion de l’affiliation du duc Jean IV de Brabant, le 8 mars 1417 ; Philippe le Bon, un de ses successeurs bourguignons portant le titre de duc de Brabant, deviendra également membre de cette chambre de rhétorique néerlandophone, en 1437.  Le 5 mars 1417, le duc offre aux compagnons un repas honoré par la présence de sa personne ainsi que de celle de courtisans.  Le 5 février 1420, le règlement de cette compagnie est approuvé par le duc.  Trois postes des comptes de la cour indiquent que le duc bénéficiait des services de pipers, des joueurs d’instruments à vent liés au Boeck, qui jouaient pour le duc ou remplissaient des devoirs à son compte.  Ces musiciens auraient même joué pour le duc toute une année durant.  Les indices sont toutefois insuffisants pour affirmer avec certitude que Den Boeck soit déjà une société rhétoricienne à cette époque.
Quoi qu’il en soit, la société appelée dans les comptes de la ville de 1485-1486 geselscap van der Tyteloizen était devenue, sans contredit, une chambre de rhétorique disposant de ses propres locaux (speelhuys) mais, toutefois, n’apparaissant dans les comptes de la ville de Bruxelles pour la première fois qu’en 1498-1499 sous le nom Den Boeck.

### Fonction sociale et caractéristiques
Comparé aux nouvelles chambres de rhétorique érigées à partir des années 1470 dans le contexte d’un mouvement urbain de démocratisation et recrutant vraisemblablement auprès de couches sociales moins élevées que celles qui avaient fondées le Boeck, ce dernier, en tant que société poétique particulièrement élitiste et dont les activités semblent s’être concentrées presque exclusivement autour des concours de « refrains », a raté l’évolution des chambres vers l'assistance à l’organisation de toutes sortes de manifestations, festivités et célébrations urbaines. En outre, la Grande guilde des arbalétriers était devenue, à partir de 1488, un concurrent important quant au genre théâtral, puisque c’est en cette année-là que celle-ci obtint le privilège d’organiser le plus important événement théâtral patronné par la ville : la représentation annuelle, le jour de la procession, d’une des sept Joies de Marie.

### Participations aux concours
Den Boeck van der retoriken van Bruessele était présente à Malines en 1493.  La chambre participa encore au concours du landjuweel à Anvers en 1496, au concours de Gand en 1539, à celui organisé par De Corenbloem à Bruxelles en 1562, au concours de refrains annoncé en 1574 par les maîtres d’église de Saint Jaques à Anvers, et à la fête du blason à Malines en 1620. 
En 1512, la chambre organisa un concours de louanges auquel aurait participé Anna Bijns. Le 8 septembre 1581, la chambre organisa un concours de refrains de tendance particulièrement calviniste à une époque où la ville de Bruxelles était gouvernée par les calvinistes.

## Membres
- Jan van den Berghe (?-1559)
- Philippe III de Bourgogne (1396-1467)
- Jean IV de Brabant (1403-1427)
- Gysbrecht Mercx (1492-après 1565)
- Niclaes Perclaes (?(XVIIe siècle)-?)